# 蓮池町 (境港市)
蓮池町（はすいけちょう）は、鳥取県境港市の町名。

## 地理
鳥取県北西部の弓ヶ浜半島の突端、境水道に近接している地域。地区の中央部を鳥取県道285号米子空港境港停車場線が貫いており、南部で鳥取県道47号米子境港線と交差している。北東端にはJR西日本境線が走っている。

## 歴史
蓮池町はもともと、境港市の前身である境町（1830（明治3年）-1954年（昭和29年））、さらにその前身の境村の一部だった。境町の成立当初の当地は郊外の畑作地で、南部には低湿地があった. 1902年（明治35年）に北東側に境港と米子を結ぶ鉄道が開通, 1909年（明治42年）に国鉄境線となる。この線路沿いを中心に工業施設が建設されるようになった。
1926年（大正15年）に蓮池町として町域が分割され、昭和10年代から製材所やパルプ工場が進出、昭和30年代には住宅街がひろがった。この間、1954年（昭和29年）に境港町蓮池町, 1956年（昭和31年）からは境港市蓮池町となっている. 1964年（昭和39年）に開通した鳥取県道285号米子空港境港停車場線が町内を縦貫しており、これに沿って商業施設が立ち並んでいる 。

## 世帯数と人口
2022年（令和4年）7月31日現在の世帯数と人口は以下の通りである。
| 町丁   | 世帯数  | 人口  |
| ------ | ------- | ----- |
| 蓮池町 | 124世帯 | 262人 |

## 小・中学校の学区
市立小・中学校に通う場合、学区は以下の通りとなる。
| 番地 | 小学校           | 中学校             |
| ---- | ---------------- | ------------------ |
| 全域 | 境港市立境小学校 | 境港市立第一中学校 |

## 交通

### 鉄道
町内に鉄道駅はない。

### 道路
- 鳥取県道47号米子境港線
- 鳥取県道285号米子空港境港停車場線

## 施設
- 境港市北地域包括支援センター[9]
- 鳥取県済生会境港総合病院地域ケアセンター[注 2]
- トヨタカローラ鳥取境港店（自動車販売・整備）[10]
- GEO境港店（レンタルビデオ）[11]
- ドラッグストアウェルネス境港店（ドラッグストア）[12]
- ディオ境港店（ディスカウントストア）[13]